# Ed Thrasher
Edward Lee Thrasher Jr. (Glendale, 7 de março de 1932 — Califórnia, 5 de agosto de 2006), conhecido como Ed Thrasher, foi um diretor de arte e fotógrafo norte-americano.